# Ковачовський потік (притока Житави)
Ковачовський потік (словац. Kováčovský potok) — річка в Словаччині, права притока Житави, протікає в округах Левиці і Нітра.
Довжина приблизно 7.0-7.5 км. Витік знаходиться в масиві Дунайська низовина (геоморфологічна підодиниця Подунайські пагорби); на висоті близько 185-187 метрів.
Протікає територією сіл Тегла і міста Врабле. Впадає у Житаву на висоті приблизно 135-137 метрів.